# Раубриттер

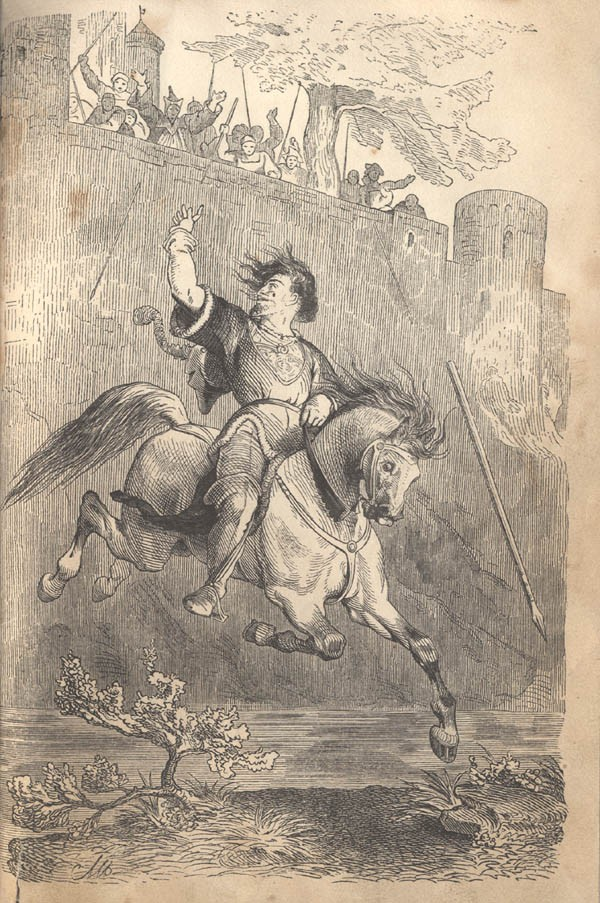
Легендарный барон-разбойник Еппелейн фон Галлинген (1311—1381), совершивший побег из Нюрнбергской крепости.

Раубриттер (нем. Raubritter) — рыцарь-разбойник или барон-разбойник.

... Рыцарь-то рыцарь, да какой? Не изъ рыцарей ли грабителей, Raubritter, коихъ въ нѣмечинѣ тоже непочатый край? ...— Василий Петрович Авенариус, «Дочь посадничья», 1912 год.

## История
Рыцарство процветало в XI—XIII столетиях, но затем стало вырождаться в разбойничье рыцарство (Raubritter), занимавшееся ограблением торговых людей на больших дорогах.
Определение раубриттер впервые появилось в немецких рыцарских романах XVIII века и означало рыцарей или особ рыцарского происхождения, участвующих в нападениях на проезжающих поблизости от их замков купцов и путешественников.
Характер ведения средневековых войн, в первую очередь, локальных, между феодалами, различия местных законов, касающихся права взимания налогов и таможенных пошлин при пересечении границ феода, показания очевидцев, свидетельствуют о том, что многое зафиксированное хроникёрами в летописях и носящее, по сегодняшним понятиям, признаки грабежа, в период средневековья было осуществлением рыцарем своих законных прав или общепринятым методом ведения войны.
Безусловно, были многочисленные факты настоящего грабежа рыцарями, даже по понятиям средневекового права и современных норм.
Порой такие раубриттеры создавали отряды (банды, союзы), сегодня именуемые организованными преступными группами.

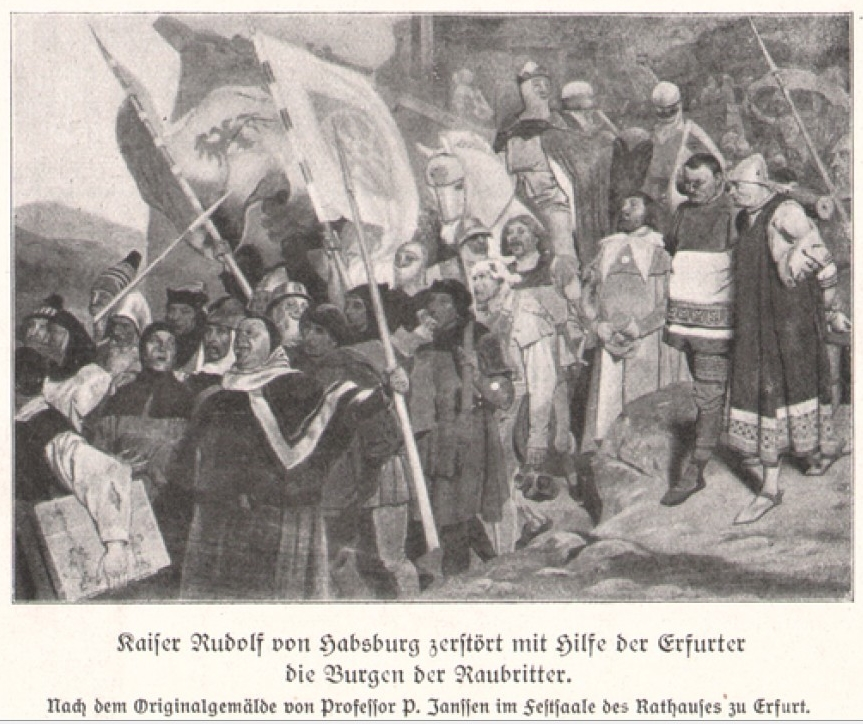
Иоганн Петер Теодор Янсен. Император Рудольф I вместе с горожанами Эрфурта разрушает замок раубриттеров.

Действия раубриттеров осуществлялись, в основном, в гористых районах, возле оборонных сооружений (замков), там где, обычно, не действовали законы центральной власти и хорошо вооружённые рыцари способствовали этим процессам. Поэтому большинство исторически зафиксированных случаев нападений раубриттеров известно в горных районах — средневековой Германии на Рейне, Баварии, Тироля, Италии, Чехии, Польши, Силезии (Нижней и Верхней), Шотландии.

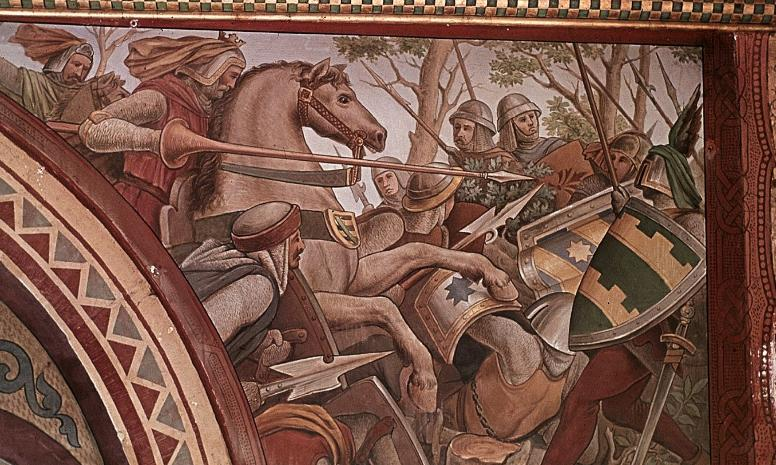
Мориц фон Швинд Маркграф Мейсена Балтазар в битве с рыцарями-разбойниками.

1270-х годах Рудольф I Габсбургский запретил на три с половиной года междоусобия в Баварии и Франконии, разрушал замки (опорные пункты для систематического грабежа соседей и проезжающих) рыцарей-грабителей (Raubritter), подвергал их наказаниям и вешал, за что летописец назвал его «спасителем народа». Также Рудольфу Габсбургскому принадлежит честь уничтожения в Германских землях большого числа разбойничьих гнёзд (замков) рыцарей-грабителей.
Наибольшее количество сообщений о них появляется после гуситских войн в XV веке, периода, когда царил политический и правовой хаос.
Многие имена раубриттеров стали легендами. Например, Чёрный Кшиштоф из Легницкого княжества, грабящий проезжающих купцов, мещан, рыцарей и путешественников, примерно, с 1500 года до 1512 года, схваченный и казнённый в Легнице. Часто, со своими напарниками, кроме отбора лошадей, повозок, денег или товаров, отрубал пленникам руки или убивал на месте.
В XV веке была известна женщина-рыцарь Катажина Скшинская герба Лебедь, владелица замка в Барвальде на холме Гройец неподалёку от г. Живец. В XV веке гнездом раубриттеров был также небольшой замок в Мальце (ныне — Малопольское воеводство).